# Cerambo
En la mitología griega Cerambo (griego: Κέραμβος) fue un pastor convertido en escarabajo. Su mito tiene dos variantes:

### Ovidio
«Huye elevándose por encima del umbroso Pelión, morada de Fílira, y sobre el Otris y sobre los lugares famosos por los hechos del viejo Cerambo. Este, elevándose en el aire con unas alas con ayuda de las ninfas, cuando la tierra firme había sido aplastada por el mar desbordado, escapó del diluvio de Deucalión sin ser aplastado por las aguas».

### Antonino Liberal
Cerambo (o acaso Terambo), hijo de Eusiro —a su vez, hijo de Poseidón— y de Idótea, la ninfa otreide, habitaba en el país de los melios, a los pies del monte Otris. Tenía muchos rebaños, que él mismo apacentaba. Las ninfas le protegían, porque las deleitaba con sus cantos en las montañas. Se dice que llegó a ser el mejor cantor de los de su tiempo, y que alcanzó notoria celebridad gracias a sus cantos bucólicos; refieren asimismo que inventó, viviendo en las montañas, la siringa de los pastores, y que fue el primero de los mortales en usar la lira y en componer un buen número de cantos de singular belleza.
En virtud de estos méritos, cuentan, se le otorgó en una ocasión el privilegio de ver danzar a las ninfas al son de su lira. Y Pan, que le quería bien, le aconsejó que abandonara el Otris y que apacentara sus rebaños en la llanura, pues se avecinaba un invierno increíblemente riguroso. Cerambo, con la insolencia propia de la juventud, como si hubiera enloquecido por obra de los dioses, no se resolvía a llevarse a la llanura el rebaño desde el Otris, y dirigió a las ninfas palabras torpes y desabridas, tales como que ellas no eran hijas de Zeus, sino que había sido Dino, en unión de Esperqueo, quien las había engendrado; les dijo también que Poseidón, inflamado de deseo por una de ellas, llamada Diopatre, había hecho que sus hermanas echaran raíces, y las había convertido en álamos, hasta que, una vez aplacado su deseo, las había devuelto a su primitiva naturaleza. Tales palabras injuriosas dirigió Cerambo a las ninfas.
Al poco tiempo sobrevino el frío de improviso, los torrentes se helaron, cayeron copiosas nevadas, y los rebaños de Cerambo desaparecieron con los senderos y los árboles. Las ninfas, entonces, encolerizadas con Cerambo por los insultos de que habían sido objeto, lo metamorfosearon y quedó convertido en un cerámbyx (κεράμβυξ) que se alimenta de leña. Se le ve sobre los árboles; tiene los dientes ganchudos y mueve las mandíbulas constantemente; es negro, alargado, de alas duras, y se asemeja a los grandes escarabajos. Es llamado «buey comedor de troncos» y, entre los tesalios, se le conoce como kerámbyx. Los niños tratan a este insecto como si fuera un juguete; le cortan la cabeza y la llevan colgada al cuello. Y esta cabeza con sus cuernos tiene un gran parecido con la lira que se fabrica con el caparazón de la tortuga.